# 隐蒴藓
隐蒴藓（学名：Cryphaea obovatocarpa）为隐蒴藓科隐蒴藓属下的一个种。